# Houya
Houya est un noble égyptien vivant aux alentours de 1350 av. J.-C. Il est « surintendant du harem royal », « surintendant du trésor » et « surintendant de la maison », autant de titres qui sont associés à la reine Tiyi, mère d'Akhenaton.
Sa tombe a été construite dans le cimetière nord d'Amarna, mais ses restes n'ont jamais été identifiés. Sa tombe contenait une grande quantité de documents sur la famille royale et le culte d'Aton, dont un Hymne à Aton,.